# Hemofilia B
A hemofilia B é uma doença caracterizada pela deficiência do fator IX de coagulação (FIX, ou fIX), também conhecido como fator de Christmas. Essa deficiência é causada pela mutação no gene do fator IX, localizado no cromossomo X. É o segundo tipo de hemofilia mais prevalente, logo atrás da hemofilia A. 
Também é conhecida como doença de Christmas, nomeada assim por causa de Stephen Christmas, um jovem britânico que foi o primeiro paciente a ser diagnosticado com essa doença.

## Sintomas
- Hemorragias nas articulações (hemartroses)
- Hematomas
- Sangramentos constantes
- Dores intra-musculares

Os dados clínicos e de laboratório são similares aos da hemofilia do tipo A.

## Diagnóstico Laboratorial
"O diagnóstico laboratorial da hemofilia baseia-se no resultado de TTPa (tempo de tromboplastina parcial ativada) prolongado e deficiência de um dos fatores de coagulação (29). O TTPa valia as vias intrínseca e comum da cascata da coagulação (pré-calicreína, cininogê- nio de alto peso molecular, fatores XII, XI, IX, VIII, X, V, protrombina e fibrinogênio). O TTPA mostra-se mais sensível a deficiências dos fatores VIII e IX ou fatores da via comum (18). O coagulograma é um conjunto de exames que deve ser solicitado pelo médico ou dentista para verificar se a coagulação do paciente está normal, sendo fundamental em pré-operatórios (30). Em testes de triagem, encontra-se em normalidade no tempo de sangramento (TS), pois as rolhas hemostá- ticas podem formar-se normalmente; tempo de protrombina (TP), porque a elevada concentração de fator tecidual usada neste teste resulta em ativação direta do fator tecidual-fator VII do fator X, que reprimi a necessidade dos fatores VIII e IX; tempo de trombina (TT), devido á reação trombina-fibrinogênio ser normal (9,31). Os testes laboratoriais com resultados anormais são: tempo de coagulação (TC) aumentado, tempo de tromboplastina parcial ativado (TTPA) aumentado, teste de geração da tromboplastina alterado, consumo de protrombina alterado com protrombina residual do soro aumentado, dosagem dos fatores VIII ou IX alterada com taxas variáveis (23). Quando o fator IX é o fator deficiente , não são necessários testes posteriores. Mas, se o fator deficiente for o VIII, deve-se dosar o nível plasmático do antígeno Von Willebrand por eletroimunoensaio, para se excluir qualquer possibilidade de doença de Von Willebrand (9)".

## Tratamento
O tratamento da hemofilia consiste na reposição do fator de coagulação deficiente, neste caso o fator IX. Ele pode ser reposto através do fator IX derivado do plasma, que são produzidos a partir do plasma humano, e/ou pelo uso de fator IX recombinante, que é desenvolvido a partir de células de um ovário de hamster chinês modificadas.

### Tratamento profilático
O tratamento profilático é recomendado para casos severos. A meia vida do fator IX no sangue é de 8h-12h, fazendo que sejam necessários tratamentos frequentes como profilaxia. Avanços científicos que buscam estender a meia-vida dos fatores de coagulação VIII (no caso de hemofilia A) e IX (no caso de hemofilia B) usadas em tratamentos profiláticos mostram que a frequência dos tratamentos podem ser diminuídas de três vezes por semana para uma vez por semana, ou até quinzenalmente.  

#### Complicações
Um pequeno número (1,5%-5%) de pacientes com hemofilia B que recebem a transfusão de fator IX, como profilaxia ou tratamento durante hemorragias, desenvolvem anticorpos contra este fator, conhecidos como inibidores. Essa resposta imune, possivelmente mediada por anticorpos IgG e IgM, é alérgica, e pode levar à anafilaxia. O tratamento para o desenvolvimento de inibidores consiste na indução de tolerância imune (ITI, immune tolerance induction), que consiste na transfusão de altos níveis de fator IX em conjunto com concentrado de complexo protrombínico. 

### Tratamento gênico
Um estudo realizado em 2017 utilizou vetor viral adenoassociado com 10 pacientes portadores de hemofilia B. O adenovírus foi injetado, guiando um transgene do fator IX (fator IX-R338L) para o fígado. O tratamento não teve efeitos adversos graves, e aumentou a atividade do fator de coagulação em até 80%.

### Transplante de fígado
Dois casos de hemofílicos B que foram curados após um transplante de fígado foram reportados. Em um dos casos, o paciente sofria de hepatites B e C, provavelmente adquiridos através de fator IX hemoderivado, e a cirrose subsequente desses vírus tornou o transplante necessário. Três dias após o transplante, o paciente apresentava 90% de atividade do fator IX.

Estrutura do cromossomo X, mostrando a localização do gene Xq27.1

## Genética
O gene que controla a síntese do fator IX de coagulação, chamado de gene F9, é localizado na extremidade do braço longo do cromossomo X (Xq27.1-q27.2). A mutação desse gene pode ocorrer de diversos modos, sendo os principais: 
- Mutação pontual: é responsável por 73,1% das mutações registradas, e pode ser dividida em mutação sem sentido (nonsense) e mutação de troca de sentido (missense);
- Deleção: responsável por 16,4% das mutações registradas. Pode ocorrer primariamente por erros durante a replicação do DNA e por mutação de troca de fases de leitura (frameshift);
- Polimorfismo: causa de aproximadamente 5% das mutações;
- Inserção: motivo de 3,4% das mutações registradas.[12]

A hemofilia B é uma herança recessiva ligada ao cromossomo X. Por esse motivo, a doença é prevalente em homens, que possuem apenas um cromossomo X, que é afetado. As mulheres, por outro lado, conseguem compensar um cromossomo X com o outro. Elas podem, porém, possuírem dois cromossomos afetados, tornando-as hemofílicas.